# Джордж Герберт Волтер
Джордж Герберт Волтер (8 вересня 1928 — 4 березня 2008, Сент-Джонс, Антигуа і Барбуда) — політичний діяч Антигуа і Барбуди, прем'єр-міністр країни з 14 лютого 1971 до 1 лютого 1976 року.

## Біографія
Засновник Союзу робітників Антигуа (1967), перетвореного на Прогресивний лейбористський рух (ПЛР).
У 1971—1976 роках — прем'єр-міністр Антигуа і Барбуди. Заявляв про прагнення провести демократичні перетворення в інтересах трудящих, а у вересні 1972 року — про намір домогтись надання країні повної незалежності після 1976 року. Однак у подальшому відмовився підписати акт про незалежність, наполягаючи у ході перемовин з Великою Британією на створенні однопалатного парламенту, запровадженні представницької виборчої системи та розширенні самоврядування Антигуа і Барбуди.
Економічне становище країни на початку 1970-их років погіршилось. У 1972 році у зв'язку з кризою у цукровій промисловості цукрові заводи були закриті.
У 1976 році ПЛР зазнав поразки на чергових виборах і Волтер подав у відставку.
У 1982 році після невдалих для себе виборів пішов з політики й повернувся до роботи на своїй тваринницькій фермі.
У 2000 році Єлизавета II надала йому дворянське звання як кавалеру Великого хреста Ордена святого Михайла і святого Георгія.
У 2006 році іменем Джорджа Герберта Волтера названо аеропорт.
У 2008 році йому було надано звання Національного Героя Антигуа і Барбуди.